# Афонасово (Владимирская область)
Афонасово — деревня в Александровском районе Владимирской области России, входит в состав Каринского сельского поселения. 

## География
Деревня расположена на берегу реки Молокча в 17 км на юг от центра поселения села Большое Каринское и в 17 км на юг от города Александрова. 

## История
В XIX — начале XX века деревня входила в состав Махринской волости Александровского уезда, с 1926 года — в составе Карабановской волости. В 1859 году в деревне числилось 11 дворов, в 1905 году — 16 дворов, в 1926 году — 25 дворов.
С 1929 года деревня входила в состав Малиновского сельсовета Александровского района, с 1940 года — в составе Махринского сельсовета, с 1948 года — в составе пригородной зоны города Александрова, с 1965 года — в составе Александровского района, с 2005 года — в составе Каринского сельского поселения.

## Население
| 1859 | 1905 | 1926 | 2002 | 2010 | 2021 |
| ---- | ---- | ---- | ---- | ---- | ---- |
| 65   | ↗124 | ↗133 | ↘3   | ↗5   | ↗33  |